# Зінаїда Андрієнко
Зінаїда Андрієнко, також Зіна Андрі (нар. 1924 — пом. 15 січня 1980) — албанська театральна режисерка українського походження, перша жінка-режисер Національного театру Албанії, дружина албанського театрального актора Андона Пано.
Випущена марка Албанії із зображенням Зінаїди Андрієнко.